# Grzybica brody

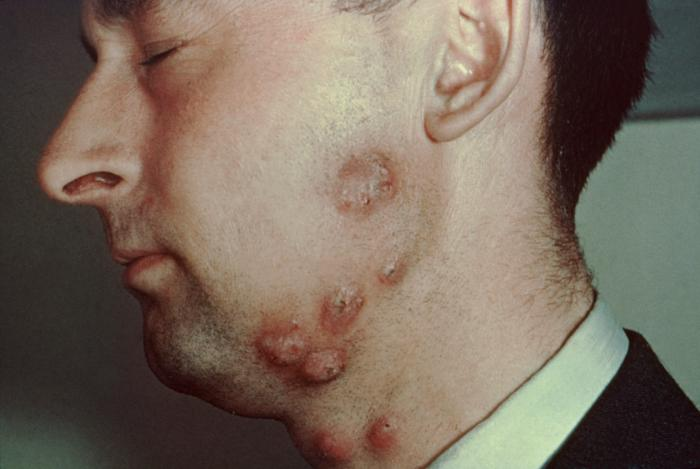
Grzybica brody.

Grzybica brody (łac. tinea barbae) - odmiana grzybicy z odczynem zapalnym wywołana przez grzyby zoofilne.
Odmiana ta atakuje ujścia mieszków włosowych, zakażenie u dzieci dotyczy tylko owłosionej skóry głowy, u dorosłych skóry brody i głowy.
Przebieg grzybicy jest zazwyczaj ostry, objawia się głębokimi naciekami guzowatymi o nierównej powierzchni, ale wyraźnie odgraniczonymi od otoczenia. Guzy zapalne wykazują skłonność do skupiania się i zlewania. Z ujść mieszków włosowych podczas zakażenia wydobywa się treść ropna, która zasycha w strupy. Włos daje się łatwo usunąć. Niekiedy może nastąpić samowyleczenie wskutek wypadania włosów zakażonych. Ten rodzaj grzybicy ustępuje bez bliznowacenia i trwałego wyłysienia.